# Catuípe
Catuípe is een gemeente in de Braziliaanse deelstaat Rio Grande do Sul. De gemeente telt 9.611 inwoners (schatting 2009).

## Aangrenzende gemeenten
De gemeente grenst aan Chiapetta, Coronel Barros, Entre-Ijuís, Giruá, Independência, Ijuí, Inhacorá en Santo Ângelo.